# Anaklia
Anaklia (en georgiano: ანაკლია; en megreliano: ანარკია, romanizado: Anarklia) es un pueblo de Georgia ubicada en el oeste de la región de Mingrelia-Alta Esvanetia, parte del municipio de Zugdidi.

## Toponimia
Según algunas hipótesis, el nombre proviene del abjasio Akra (en abjasio: Акра, lit. 'faro'). Más tarde, se convirtió en Anakria en su versión mingrelianizada y luego en Anaklia.

## Geografía
Anaklia está en lugar donde el río Inguri desemboca en el mar Negro, cerca de la frontera administrativa con Abjasia. El pueblo está a 30 km de Zugdidi. Anaklia se encuentra en un terreno llano, bordeado por las estribaciones noroccidentales de la cordillera del Gran Cáucaso, que se puede ver perfectamente cuando hace buen tiempo, directamente desde la costa del mar.
La costa de Anaklia tiene unos 8 km de longitud, y en una distancia de más de 1 km, está el paseo marítimo del complejo, y algunos hoteles cómodos se ubican a lo largo de él.

## Historia
El asentamiento más antiguo en el territorio de Anaklia se remonta a mediados de la Edad del Bronce y es típico de la cultura colquídea. El asentamiento es lo que se conoce en los tiempos clásicos como Heraclea de Cólquida, Anaclia de autores posteriores y Anarghia de Archangelo Lamberti y Jean Chardin, ambos viajeros del siglo XVII. Después de la fragmentación del reino de Georgia en el siglo XV, Anaklia fue una importante ciudad fortificada, puerto marítimo y estación pesquera dentro del principado de Mingrelia. En 1723, la ciudad fue capturada por el Imperio otomano y convertida en su puesto de avanzada marítimo y lugar de comercio de esclavos. El reino georgiano occidental de Imericia recuperó el control de Anaklia en 1770, aprovechando la oportunidad de que el Imperio otomano estuviera en guerra con Rusia.
En 1802, Kelesh-Bey Shervashidze, el gobernante pro-turco del vecino principado de Abjasia, aprovechó las disputas internas en Mingrelia y obligó al príncipe Grigol Dadiani de Mingrelia a entregar Anaklia, tomando como rehén al hijo y heredero de Grigol, León. Cuando Mingrelia aceptó el protectorado ruso en 1803, el comandante ruso en Georgia, el príncipe Tsitsianov, exigió que Kelesh-Bey liberara a León. Ante su negativa, Tsitsianov envió al general de división Ion Rykgof a Abjasia. En marzo de 1805, los rusos tomaron Anaklia y amenazaron con marchar contra Sujumi, lo que obligó al príncipe abjasio a liberar al Dadiani. Sin embargo, la captura de Anaklia provocó una protesta otomana, y Tsitsianov se apresuró a desautorizar a su subordinado e incluso disculparse por su acción, retirando una guarnición rusa de Anaklia. Sin embargo, el incidente se sumó a una creciente tensión entre los dos imperios. Cuando estalló la próxima guerra ruso-turca en 1806, las fuerzas rusas devolvieron Redoubt Kali y Anaklia al príncipe mingrelio León, quien más tarde cedería el control de estos fuertes a la administración rusa. En la década de 1850, Anaklia era un puerto marítimo pequeño pero fuertemente fortificado, que tenía una aduana y realizaba un comercio considerable con Turquía. Tenía extensos suburbios, que consistían en casas unifamiliares habitadas por griegos, judíos y armenios. La población rondaba los 600.
Posteriormente, la importancia del puerto de Anaklia se redujo significativamente, pero siguió siendo una base menor de la flota del Mar Negro en la época soviética.
Después de la guerra de Abjasia (1992-1993), se abrió un puesto de mantenimiento de la paz ruso en Anaklia en 1994. En 2006, el Ministerio de Defensa de Georgia informó de numerosos daños infligidos por los soldados rusos a la fortaleza de Anaklia del siglo XVII y acusó a los fuerzas de paz de instalar letrinas y baños dentro de los muros del fuerte. Tras una serie de protestas de los georgianos, el puesto militar ruso fue retirado en julio de 2007.
En 2011, se planeó otorgar a Anakli el estatus de ciudad. Al asentamiento no se le otorgó oficialmente el estatus de ciudad, sin embargo, en 2012, el gobierno georgiano expresó una iniciativa, según la cual se debería construir una nueva ciudad portuaria de Lazika en el territorio de Anaklia antes de Kuleva.

## Demografía
La evolución demográfica de Anaklia entre 2002 y 2014 fue la siguiente:
| 2522                                            | 1331 |
| (Fuente: Population of Georgia in Soviet times) |      |

Según el censo de 2014, el 99,4% de la población son georgianos (mingrelianos).

## Economía
Anaklia es el balneario y algunos de los mejores hoteles se construyeron en este pueblo. La zona turística de Anaklia fue diseñada por arquitectos españoles y con el objetivo de tener el mejor resort del Mar Negro.
En 2016, Georgia decidió construir un nuevo puerto de aguas profundas en Anaklia, en las cercanías del proyecto abortado de la ciudad de Lazika. El proyecto del nuevo puerto fue desarrollado por el Consorcio de Desarrollo de Anaklia, una empresa conjunta de Georgia y los Estados Unidos. La construcción comenzó en diciembre de 2017. En julio de 2018, se seleccionó al contratista marino holandés Van Oord para los primeros trabajos de dragado y recuperación. Está previsto que el puerto de Anaklia entre en funcionamiento en diciembre de 2020, con una capacidad de manipulación de hasta 10.000 TEU de buques.

## Infraestructura

### Arquitectura, monumentos y lugares de interés
La atracción principal es la fortaleza en ruinas de principios del siglo XVIII. También se erigió un monumento en Anaklia el 21 de mayo de 2012 que conmemora la expulsión de Circasia del pueblo circasiano de la región tras la conclusión de la guerra del Cáucaso en la década de 1860. El monumento fue diseñado por Jusen Kochesokov, un escultor de la región del norte del Cáucaso de Kabardia-Balkaria.

### Transporte
El complejo está conectado con el pueblo de Ganmujuri con la ayuda de un puente de 552 metros. 

## Cultura

### Festividades
Kazantip, el festival de música electrónica se celebró en Anaklia en 2014, pero se canceló y el festival de música electrónica GEM Fest se lleva a cabo aquí desde 2015.

## Galería

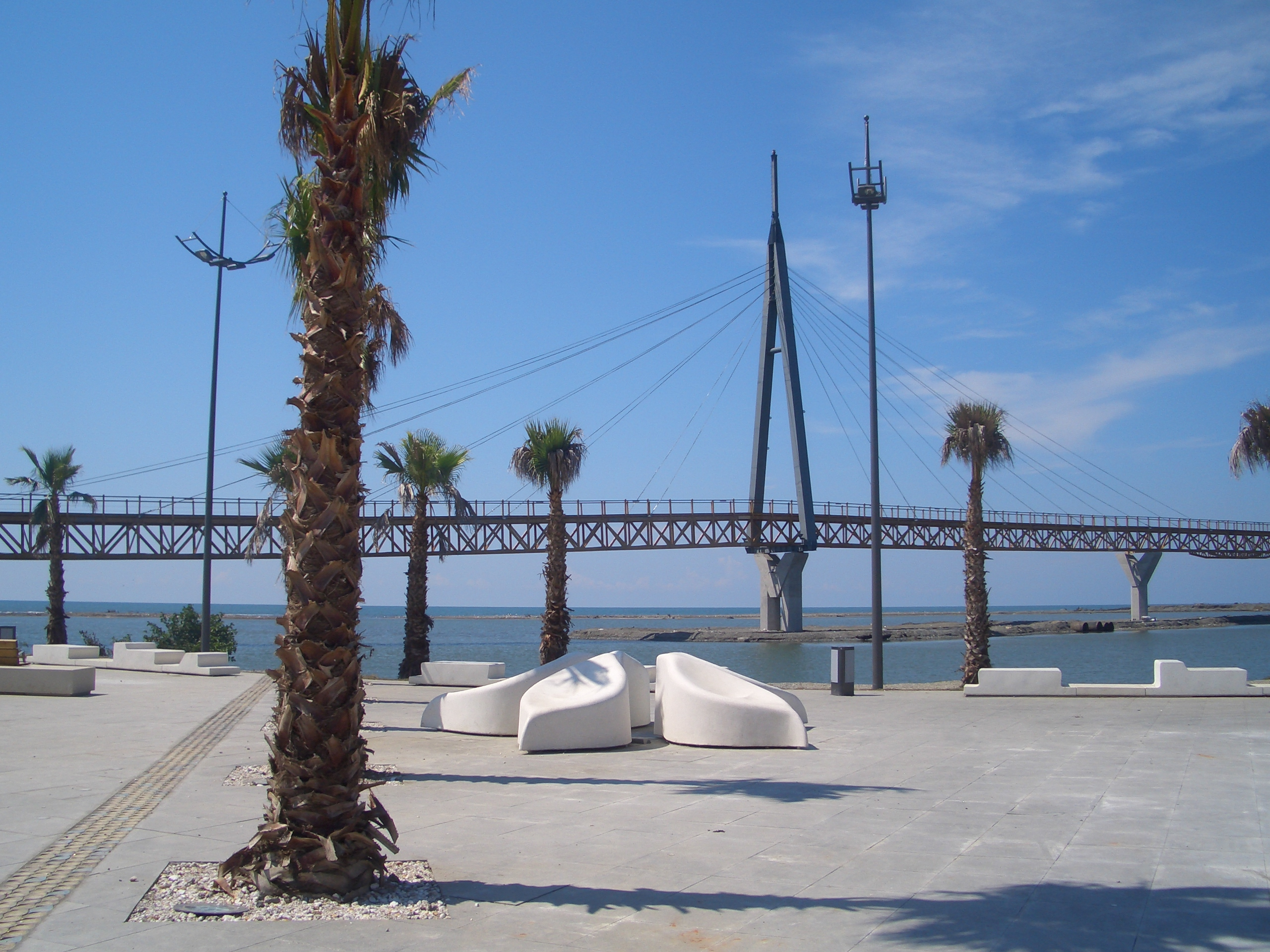
Puente en la costa del mar Negro
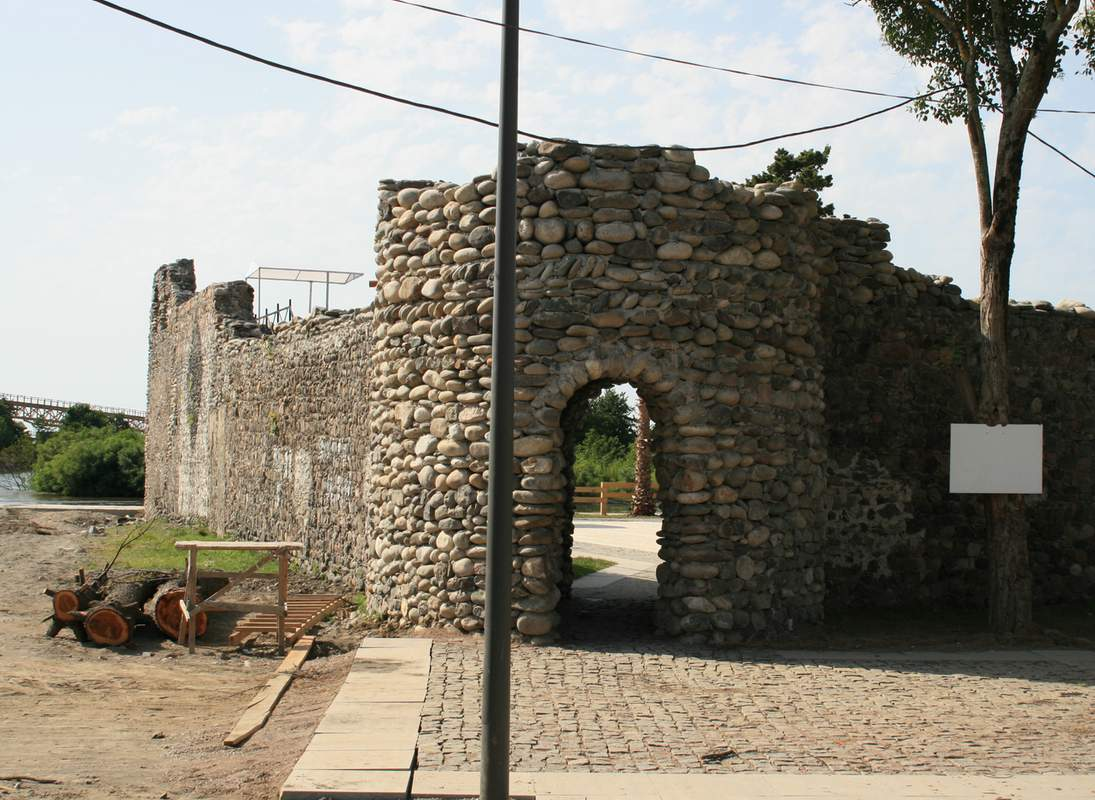
Fuerte de Anaklia
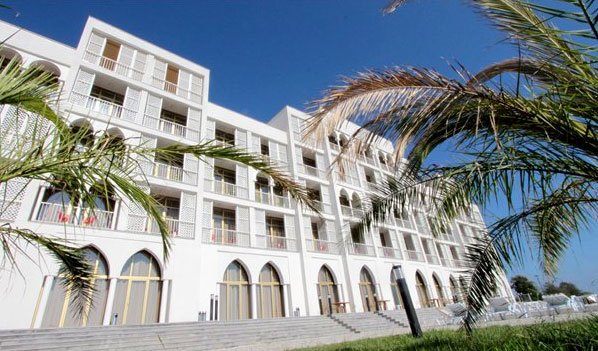
Hotel Anaklia
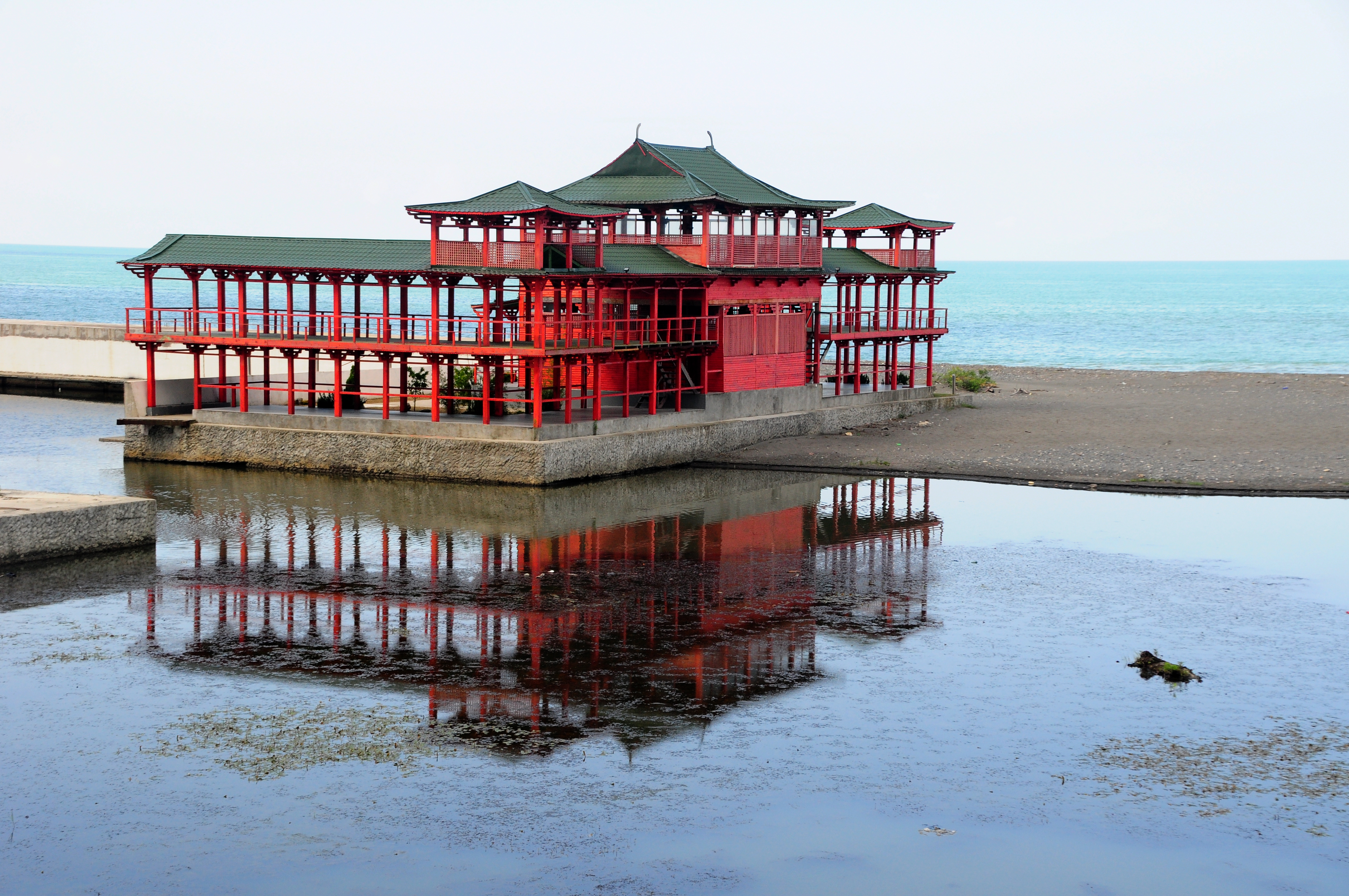
Restaurante en Ganmujuri